# اچ‌ام‌اس الیزابت (۱۸۰۷)
اچ‌ام‌اس الیزابت (۱۸۰۷) (به انگلیسی: HMS Elizabeth (1807)) یک کشتی بود که طول آن ۱۷۴ فوت (۵۳ متر) بود. این کشتی در سال ۱۸۰۷ ساخته شد.